# 고류무술

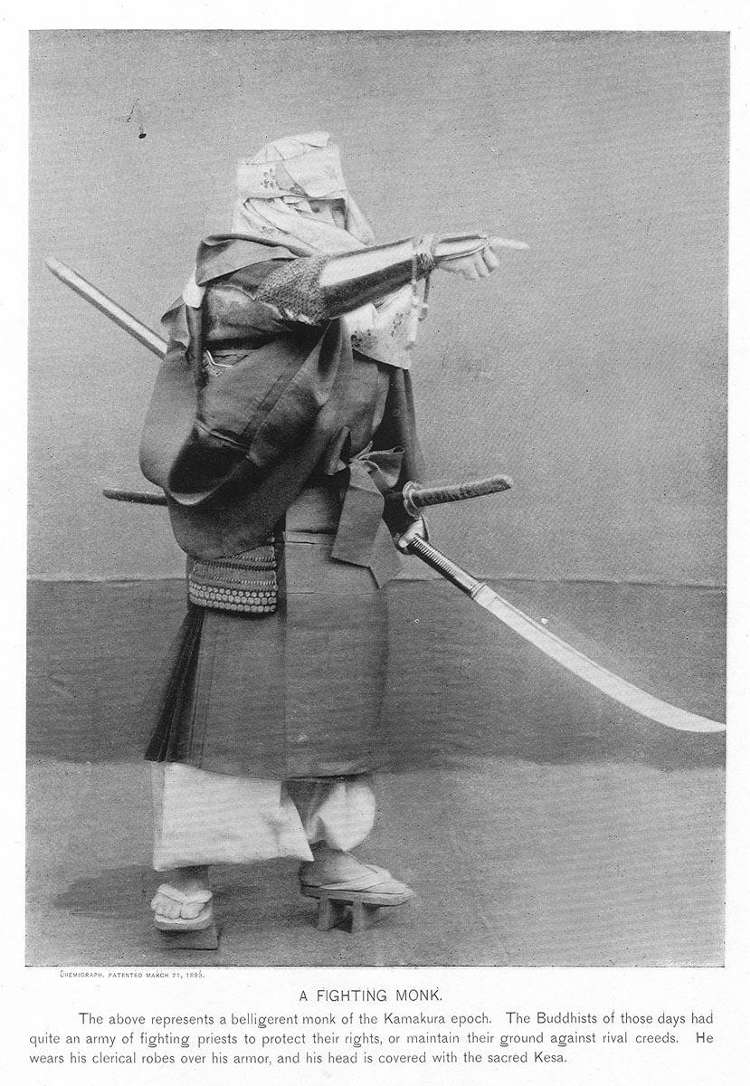
치도를 다루는 전근대 일본 승병의 모습.

고류무술(일본어: 古流武術 코류우부쥬츠[*]) 또는 고무도(일본어: 古武道 코부도우[*])이란 메이지 유신 이전에 유파가 생긴 일본 무술들을 통칭함이다. 여기서 무술이라 함은 맨손으로 싸우는 기술 뿐 아니라 승마술, 각종 도검을 비롯한 무기, 심지어 조총 같은 화기를 다루는 방법까지 포괄한다. 유도, 가라테를 비롯한 현대무술이 발달함에 따라 고류무술은 살상능력을 가진 실전무술 또는 스포츠로서의 성격을 포기하고 문화재 보존의 측면에서 명맥을 유지하고 있다.

## 고류무술의 종류
- 봉술(일본어: 棒術 보우쥬츠[*])
- 유술(일본어: 柔術 쥬우쥬츠[*])
- 십수술(일본어: 十手術 짓테쥬츠[*])
- 검술(일본어: 剣術 켄쥬츠[*])
- 궁술(일본어: 弓術 큐우쥬츠[*])
- 치도술(일본어: 薙刀術 나기나타쥬츠[*])
- 창술(일본어: 槍術 소우쥬츠[*])
- 단도술(일본어: 短刀術 단토우쥬츠[*])